# مملكة أفغانستان
مملكة أفغانستان (بالدرية: پادشاهي أفغانستان) (بالبشتوية: د أفغانستان واکمنان)، هي دولة ملكية سابقة في آسيا الوسطى أسست عام 1926 خلفًا لإمارة أفغانستان. أعلن عن قيامها أمان الله خان وهو أيضا أول ملوكها، بعد سبع سنوات من صعوده إلى العرش. أطيح بالنظام الملكي في أفغانستان في انقلاب عام 1973.

## التاريخ
كان أمان الله خان حريصًا على تحديث البلاد ، مما أدى إلى ظهور قوى محافظة تسببت في نشوب اضطرابات اجتماعية في عدة مناسبات. عندما كان يزور أوروبا في عام 1927 ، اندلعت تمردات مرة أخرى. تنازل عن السلطة لصالح شقيقه عناية الله خان الذي حكم لمدة ثلاثة أيام فقط قبل أن يتولى زعيم التمرد حبيب الله كلكاني السلطة ويعيد الإمارة .
بعد 10 أشهر ، عاد وزير الحرب في حكومة أمان الله خان ، محمد نادر ، من المنفى في الهند. ونهبت جيوشه المدعومة من بريطانيا كابول ، مما أجبر حبيب الله كلكاني على مناقشة هدنة. وعلى الرغم من ذلك، اعتقلت قوات محمد نادر كلكاني وأعدمته بعد ذلك. أعاد محمد نادر المملكة ، وأعلن ملكًا على أفغانستان في أكتوبر 1929 ، واستمر في إعادة المسار الإصلاحي لأمان الله خان. وخلفه نجله محمد ظاهر شاه الذي بدأ حكمه عام 1933 واستمر 39 عامًا. أطاح بمحمد ظاهر شاه -آخر ملوك أفغانستان- ابن عمه محمد داود خان الذي أنهى بنجاح النظام الملكي الذي دام قرونًا وأسس حكومة أفغانية جمهورية . تحت قيادة ظاهر شاه، سعت الحكومة الأفغانية إلى إقامة علاقات مع العالم الخارجي ، وعلى الأخص مع الاتحاد السوفيتي وفرنسا وبريطانيا العظمى والولايات المتحدة.
في 27 سبتمبر 1934، في عهد ظاهر شاه، انضمت مملكة أفغانستان إلى عصبة الأمم. خلال الحرب العالمية الثانية ، ظلت أفغانستان محايدة واتبعت سياسة دبلوماسية لعدم الانحياز. على الرغم من كونها محايدة في الحرب العالمية الثانية ، كان لأفغانستان علاقات مع ألمانيا النازية ، لكن انقطعت تلك العلاقات بعد الغزو الأنجلو-سوفيتي لإيران.
تم قبول أفغانستان في الأمم المتحدة في 29 أغسطس 1946. في عام 1947 ، كانت أفغانستان العضو الوحيد في الأمم المتحدة الذي صوت ضد انضمام باكستان إلى الأمم المتحدة. وكان سبب ذلك في الغالب هو دعوة المملكة لإنشاء بشتونستان. زار نيكيتا خروتشوف عاصمة كابول وأيد المطالب الأفغانية ببشتونستان في عام 1955. أصبحت أفغانستان أيضًا عضوًا في حركة عدم الانحياز في عام 1961. عمل محمد داود خان ، رئيس وزراء أفغانستان في ذلك الوقت ، بجد لتطوير الصناعات الحديثة والتعليم في البلاد. في يوليو 1973، قام داود خان بانقلاب أبيض بينما لم يكن ظاهر شاه في البلاد. في الشهر التالي، تنازل ظاهر شاه عن الحكم، على أمل تجنب حرب أهلية، وكان ذلك إيذانا رسميًا بنهاية مملكة أفغانستان ، وبداية جمهورية أفغانستان.

## الجغرافية
تقع علي حدود مملكة أفغانستان إيران من الغرب، والاتحاد السوفيتي من الشمال ، والصين من الشرق ، وباكستان من الجنوب. كانت البلاد جبلية وجافة في الغالب ومساحتها 251,830 ميل مربع (652,200 كـم2) . كان الشكل الغريب للحدود الأفغانية بسبب كونها منطقة عازلة بين روسيا وبريطانيا. ممر واخان هو مثال على ذلك العزل. كان نزول الثلج شائعًا في معظم المناطق خلال فصل الشتاء وكان هطول الأمطار قليلًا.

## التركيبة السكانية
كانت البلاد مكونة من مجموعات عرقية مختلفة مثل البشتون والطاجيك والهزارة والأوزبك وغيرهم.
غالبية الأفغان كانوا من المسلمين، ما يقرب من 99 ٪ من السكان. كان حوالي 90 ٪ من السكان المسلمين من السنة ، والباقي من الشيعة.
كانت اللغة الدرية (الفارسية) والباشتو اللغتين الرسميتين للأمة. كان العديد من الأفغان ثنائيي اللغة ويمكنهم التحدث باللغتين فيما بينهم.

## الاقتصاد
لم تتغير أفغانستان اقتصاديا في عهد المملكة، واعتمد الاقتصاد بشكل كبير على الزراعة والتعدين.
استثمرت الولايات المتحدة والاتحاد السوفيتي في الاقتصاد الأفغاني لمحاولة كسب النفوذ في ذلك البلد المحايد خلال الحرب الباردة. وشمل ذلك برنامج النقاط الأربع في عام 1951 ، عندما وقعت أفغانستان والولايات المتحدة اتفاقية في كابول للمساعدة في التنمية الاقتصادية، وخط أنابيب بطول 100 كيلومتر من ترميز إلى مزار الشريف، تم بناؤه بواسطة بدأ الفنيون السوفييت في عام 1954. تلقت أفغانستان 18500000 دولار من بنك التصدير والاستيراد للولايات المتحدة لمساعدتها على شراء المواد والمعدات والخدمات الأمريكية لمشروع تطوير وادي نهر هلمند.
في أغسطس 1961 ، أغلقت باكستان الحدود مع أفغانستان ، بسبب موقف رئيس الوزراء داود خان من بشتونستان ، لكنها أعيد فتحها في مايو بعد استقالة خان.
يوجد في البلاد رواسب من التلك والميكا والفضة والرصاص والبيريل والكروميت والنحاس واللازورد وخام الحديد.

## الجيش
وقع ابن عم الملك ظاهر شاه، محمد داود خان ، صفقة أسلحة بقيمة 3 ملايين دولار مع جمهورية تشيكوسلوفاكيا الاشتراكية ودفع 32.5 مليون من أجل صفقة أسلحة مع الاتحاد السوفيتي في عام 1956. أعطت الصفقة للجيش الأفغاني دبابات تي-34 المستوردة والمقاتلات النفاثة ميج-17. تم تدريب ربع إلى ثلث الضباط الأفغان في الاتحاد السوفيتي بحلول عام 1973.

## وصلات خارجية
- History of Afghanistan